# 三一権実諍論
三一権実諍論（さんいちごんじつ の そうろん）は、平安時代初期の弘仁8年（817年）前後から同12年（821年）頃にかけて行われた、法相宗の僧侶・徳一（生没年不明）と日本天台宗の祖・最澄（767年 - 822年）との間で行われた仏教宗論である。「三一権実論争」「三乗一乗権実諍論」「法華権実論争」などとも。

## 概要
「三一権実諍論」の「三一」とは、三乗と一乗の教えのことであり、「権実」の諍論とは、どちらが「権」（方便。真実を理解させるための手がかりとなる仮の考え）で、どちらが「実」（真実の考え）であるかを争ったことを言う。一乗・三乗の「乗」とは衆生を乗せて仏の悟りに導く乗り物であり、天台宗の根本経典である『法華経』では、一切衆生の悉皆成仏（どのような人も最終的には仏果（悟り）を得られる）を説く一乗説に立ち、それまでの経典にあった三乗は一乗を導くための方便と称した。それに対し法相宗では、声聞乗・縁覚乗・菩薩乗の区別を重んじ、それぞれ悟りの境地が違うとする三乗説を説く。徳一は法相宗の五性すなわち声聞定性・縁覚定性・菩薩定性・不定性・無性の各別論と結びつけ、『法華経』にただ一乗のみありと説くのは、成仏の可能性のある不定性の二乗を導入するための方便であるとし、定性の二乗と仏性の無い無性の衆生は、仏果を悟ることは絶対出来ないのであり、三乗の考えこそ真実であると主張した。このように三乗・一乗のいずれが真かをめぐり真っ向から対立する意見の衝突が行われた。
ただし、徳一と最澄の論争は三乗と一乗の争いのみに留まらず、教判論（数ある経典の中で釈尊の考え方に最も近いものを問う）における法華経の正統性を問うたものでもあるから「法華権実論争」と呼ぶべきとの考えもある。この論争の間、最澄は『守護国界章』『法華秀句』など大部の著作を執筆しており、これは徳一からの批判への反論の書として書かれたものである。一方の徳一側の著書は、真言宗の空海（774年 - 835年）への論難である『真言宗未決文』以外現存していないため、詳細は不明である。しかし、徳一の主張は最澄側の批判書に引用される形で部分的に残存しており、ある程度の復元が可能である。
いずれにしろ論争は著作の応酬という形式で行われ、実際に両者が顔を合わせて激論を交わしたということではない。

## 平安初期の仏教界
奈良時代に興隆したのは、法相宗や華厳宗・律宗などの南都六宗である。本来、南都六宗は教学を論ずる宗派で、飛鳥時代後期から奈良時代にかけて日本に伝えられていたが、これらは中国では天台宗より新しく成立した宗派であった。天台宗は後述の如く最澄によって平安時代初期に伝えられたため、日本への伝来順は逆となったわけである。
この時代の日本における仏教は中国と同様、鎮護国家の思想の下、国家の管理下で統制されており、年ごとに一定数の得度を許可する年分度者の制度が施行され、原則として私度僧は認められていなかった。このことは逆に仏僧と国家権力が容易に結びつく原因ともなる。実際、奈良時代には玄昉（? - 746年）や道鏡（700年 - 772年）など、天皇の側近として政治分野に介入する僧侶も現れていた。桓武天皇（737年 - 806年）が平城京から長岡京・平安京に遷都した背景には、政治への介入著しい南都仏教寺院の影響を避ける目的もあったとされる。新王朝の建設を意識していた桓武天皇にとって、新たな鎮護国家の宗教として最澄の天台宗に注目・支援することで従前の南都仏教を牽制する意図もあった。

### 法相宗と徳一
日本での法相宗は、南都六宗の一つとして、入唐求法僧により数次にわたって伝えられている。白雉4年（653年）道昭（629年 - 700年）が入唐留学して玄奘三蔵（602年 - 664年）に師事し、帰国後飛鳥法興寺でこれを広めた。
徳一は一説には藤原仲麻呂（恵美押勝とも。706年 - 764年）の子といわれるが疑わしい。はじめ興福寺および東大寺で修円に学び、20歳代の頃に東国へ下った。東国で布教に努め、筑波山中禅寺（茨城県つくば市）・会津恵日寺（福島県耶麻郡磐梯町）などを創建したという。
前述のごとく、徳一の著作はほとんど現存していないため、その生涯は不明な点が多い。

### 天台宗と最澄
天台宗は法華円宗、天台法華宗などとも呼ばれ、隋の智顗（538年 - 597年）を開祖とする大乗仏教の宗派である。智顗は『法華玄義』『法華文句』『摩訶止観』の天台三大部を著して、『法華経』を根本経典とし、五時八教（仏教の理解度の5段階に合わせて記された経典のうち、法華経を到達点とする）の教相判釈（経典成立論）を説く。
最澄ははじめ東大寺で具足戒を受けたが、比叡山に籠もり、12年間山林修行を行った。さらにそれまで日本に招来された大量の仏典を書写し研究する中で、南都六宗の背景にある天台教義の真髄を学ぶ必要を感じ始め、親交のあった和気氏を通じて桓武天皇に天台宗の学習ならびに経典の招来のための唐へ留学僧の派遣を願い出た。これを受け、桓武天皇は最澄本人が還学僧（短期留学の僧）として渡唐するように命じた。こうして延暦24年（805年）の遣唐使船で最澄は入唐を果たす。予定通り天台山にのぼり、台州龍興寺において道邃（天台宗第七祖。生没年不明）より天台教学を学び、円教（天台宗）の菩薩戒を受けて、翌年（806年）帰国した。
帰国後、最澄は桓武天皇に対し従来の六宗に加え、新たに法華宗を独立した宗派として公認されるよう奏請、天皇没後には年分度者の新しい割当を申請し、南都六宗と並んで天台宗の2名（遮那業・止観業各1名）を加えることを要請した。これらが朝廷に認められ、天台宗は正式に宗派として確立。これが日本における天台宗のはじまりである。最澄はさらに同じく入唐した空海に師事して、密教への理解を深める一方、六所宝塔院（比叡山寺（後の延暦寺）を中心とする）の造立計画を立て、弘仁5年（814年）には九州へ、同8年には東国へ赴くなど精力的に活動する。最澄の悲願は大乗戒壇の設立であり、大乗戒を授けた者を天台宗の菩薩僧と認め、12年間比叡山に籠って修行させるという構想によって、律宗の鑑真（688年 - 763年）がもたらした具足戒の戒壇院を独占する南都仏教の既得権益との対立を深めていた。

## 論争の経緯

### 論争の発端について
論争の発端となったのは徳一が著した『仏性抄』であるとされる。この書における一乗批判・法華経批判に対して最澄が著したのが『照権実鏡』であり、ここから両者の論争が始まった。
ただし、そもそも徳一が『仏性抄』で論難したのは中央仏教界の最澄ではなく、東国で活動していた道忠（生没年不明）とその教団であったとする説がある。道忠は最澄が入唐前の延暦16年以降、あらゆる経典の写経を行った際、東国からはるばる駆けつけて2000巻もの助写をしたほど親交があり、東国における最澄の盟友的存在であった。道忠自身は鑑真の弟子で、律宗の僧侶であったが、戒壇が設けられた下野薬師寺との関連か東国に住し、広く弟子を持つ僧侶であった。最澄が東国へ下った際には、すでに道忠は没した後で教団は広智（生没年不明）が率いる状態であったが、後に天台座主となった円澄（771年 - 836年）や円仁（794年 - 864年）・安慧（794年 - 868年）らは、もともと道忠の弟子もしくは孫弟子（広智の弟子）であり、道忠との縁から最澄に入門したなど、道忠は初期の天台教団の中で、非常に重要な役割を果たしていた存在であった。
筑波山を開山し、会津を拠点とした徳一が標的としたのは、むしろ地理的に東国において布教を行っていた道忠教団であった可能性が高い。徳一の『仏性抄』の存在を最澄に知らせたのも道忠教団であったと見られるが、異論もある。

### 著作の応酬
三一権実諍論に関する著作としては、
≪徳一側著作≫
- 『法華肝心』2巻
- 『法華権文』1巻
- 『中辺義鏡』20巻
- 『慧日羽足』3巻
- 『遮異見章』3巻
- 『義鏡要略』7巻?
- 『法相了義灯』11巻
- 『通破四教章』1巻

≪最澄側著作≫
- 『照権実鏡』1巻
- 『依憑天台集』1巻
- 『守護国界章』9巻
- 『決権実論』1巻
- 『通六九証破比量文』1巻
- 『法華秀句』5巻

などが挙げられる。論争の主要な流れとしては、
- 徳一の『仏性抄』（成立年不詳）に対し、最澄が『照権実鏡』（弘仁8年（817年）成立）で反論。
- 徳一の『中辺義鏡』『慧日羽足』に対し、最澄が『守護国界章』（弘仁9年（818年）成立）で反論。
- 最終的な結論として、最澄が『法華秀句』（弘仁12年（821年）成立）を著す。

となっている。なお諍論の前期において、最澄が『照権実鏡』で徳一の『仏性抄』を批判したのに対し、徳一の『中辺義鏡』では最澄の反論に全く答えていない。そのため『中辺義鏡』の批判対象としては、書名のみ残っている最澄の著書『一乗義集』ではないかとする説、もしくは道忠教団によって書かれたと思われる『天台法華義』とでも称すべき書であったとする説がある。続いて『守護国界章』下巻における三一権実論に対する徳一の反論として『遮異見章』『慧日羽足』が書かれたと思われ、それに対して最澄が『決権実論』で反論、結論の書として『法華秀句』を撰述したと見られる。
一連の論争の内容は難解で、一乗・三乗の権実のみならず、教判論における法華経や天台三大部の正当性、天竺・震旦の先哲による教義解釈の是非など広範囲に及ぶ。しかし一方では、最澄の教法に対する価値論に対し徳一は仏法理解の先天的素質論を述べており、両者の論争の焦点があまり噛み合っておらず、議論そのものも詳細というよりは瑣末的であり、時折相手側への罵倒に近い表現も見られる（後述）など、すれ違いの印象も与えている。
天台宗側では『法華秀句』の成立をもって論争の終結とする（翌年に最澄は入寂）。論争の歴史を天竺や中国の仏教史まで遡って述べたもので、『法華秀句』の書名は、智顗による天台三大部の『法華文句』を意識したものと思われ、最澄の論争決着への決意が現れている。ただし、これは最澄側の一方的な論争打ち切りであり、徳一側からは決着がついていないとも言える。なお徳一は天台宗のみならず密教に対しても問題視していたと見られ、真言宗の空海に対しても『真言宗未決文』で批判している（なお、これが徳一の著作として現存する唯一の史料である）。

## 最澄激昂の理由
最澄は、しばしば非常に激烈な表現を用いて論敵を攻撃しており、たとえば『守護国界章』において最澄は、非難の対象である徳一のことを「麁食者（そじきしゃ。粗末な食べ方をする者、半可通のこと）」「謗法者（ほうぼうしゃ。賢しらに法を曲げる者）」「北轅者（ほくえんしゃ。南に行こうとして牛車・馬車の轅（ながえ）を北に向ける者。方角もわきまえぬ者）」などの蔑称で呼び、本名の徳一で呼ぶことは一切ない。どちらかといえば秀才肌で生真面目な感のある最澄が、これほどまでに攻撃的な姿勢で論争に臨んだ背景として、いくつかの原因が考えられる。

### 最澄の孤立
最澄は入唐求法から帰国する直前、越州に寄り、密教を龍興寺の順暁（密教の法灯においては傍流に属する。生没年不明）に学び、灌頂を受けている。帰国後も最澄の密教への関心は高く、自身より年少で僧としての地位も低いながら、正統的な密教を学んで帰国した空海に師事することになる。
最澄と同じく804年の遣唐使で入唐した空海は、真言八祖の一人恵果（746年 - 806年）から正統的な密教を学び、大量の経典・法具を携え、最澄よりやや遅れて大同元年（806年）に帰国していた。最澄は空海の招来した仏典を借り受けて密教を本格的に学びはじめ、弘仁3年（812年）には弟子の泰範（778年 - ?）らとともに空海の高雄山寺において灌頂を受け、正式に空海の弟子となっている。さらに泰範らを空海の下に派遣して密教の奥義を学ばせようとしていた。
しかし、弘仁4年（813年）最澄が『理趣釈経』（『理趣経』の解釈書）の借用を空海に申し出たところ、空海が密教の真髄は文章修行ではなく修法の実践も合わせて行ってこそ得られるとして拒絶した。さらに最愛の弟子であった泰範が、最澄の再三の求めにもかかわらず比叡山への帰還を拒み、空海の下での修行を望んだことなどが重なり、両者は義絶するに至った。『理趣釈経』は、後期密教的な要素を含む『理趣経』を細かく解説し、さらに『理趣経』を用いる修法や曼陀羅の描き方なども書かれていたため、空海が書写のみでの伝授を拒んだのは、故あることであったようである。
天台宗に密教の要素を取り入れ、新たな宗派としての地位を高めようとしていた最澄にとって、泰範・空海との訣別により孤立感が深まったことで、南都諸宗に対してより敵対的な姿勢に駆り立てられたともいわれる。なお天台宗は最澄の死後、本格的に密教化することになる（→台密）。

### 南都教団への対抗
最澄が論争相手とした徳一自身は、若年から東国に拠点を移して活動していた地方僧であったものの、彼が所属する法相宗自体は、当時の仏教界においては主流である南都六宗の中心であった。後世に天台宗の方が興隆していったため、三一権実諍論全体としては、新興宗派の総帥である最澄が、古い法相宗を代表する徳一を退けたという印象が残るが、実際には当時においては法相宗の方が主流派に属していたのであり、最澄はむしろ挑戦者であった。前述のごとく年分度者の割当を勝ち取り、大乗戒壇の設立など、天台宗を確立して南都仏教に対抗しようとする最澄にとって、法相宗の理論家である徳一を説き伏せることは、天台宗の南都六宗への優位を示すことにも繋がるため、より攻撃的になったと、現代法相宗派の学者は考えている。

### 徳一に対する怒り
徳一の『仏性抄』は最澄にとって看過しがたい法華経批判の書であり、この法敵に猛反論しなければ自宗の存在意義そのものが危うくなる。しかしまた徳一にとっても、天台法華宗や密教の擡頭は、彼自身の属する法相宗にとっても、また従前の仏教体制秩序にとっても、異端なのであって、これを徹底的に論破しておく必要があった。徳一は『中辺義鏡』において法華教説や最澄に対して「凡人臆説」「顛狂人」「愚夫」などと悪し様に罵倒している。最澄が『守護国界章』で徳一を「麁食者」「北轅者」と呼んだのはこれに呼応するものであり、互いに自宗派の存在意義をかけた真剣な論争であったがゆえに、ともに中傷めいた表現までもが用いられたともいえる。

### 蝦夷征討との関係
宮原武夫（1933年-）は最澄と徳一の論争がここまで大きくなったのは、最澄は徳一が当時の朝廷が進めていた蝦夷征討に「非協力」的とみなしていた政治的問題にあったとする説を唱えている。
最澄が東国に下った際に活動の拠点としていたのは亡き道忠が活動の拠点としていた下野国と隣の上野国であったが、両国は当時朝廷が推奨していた蝦夷征討の兵站基地となっており、更に下野・上野両国から陸奥・出羽両国に対しては国司からの課役を逃れるための逃亡や朝廷による移住政策によって多くの人々が移り住んでいた。蝦夷討伐には徳一の法相宗を含めた南都六宗や東国の鹿島神宮・香取神宮も征討の成功を祈願したり、寺院や神社を建立するなどの積極的な協力を行ってきた。朝廷から天台宗の公認を得たばかりの最澄も東国における蝦夷征討を巡る様々な動きに直面して関心をもったと考えられ、この時の最澄の東国行きに随行した弟子の円仁（下野出身）も立石寺など東北から北関東にかけて多数の天台宗寺院が建立したと伝えられており、最澄とその門人は下野・上野両国を足掛かりに奥羽の人々に対する教化を進めようとしたとみられる。
これに対して徳一の方は会津地方から越後方面への布教活動を進めており、蝦夷征討への協力や蝦夷がいる会津以北の奥羽への布教を示す史料は残されていない。宮原は最澄は『決権実論』の中で「北轅者常に迷ひて、分明の文を指さしめ、南、越の方に向はしむ」と記しているが、これは自分達や南都六宗と違い、蝦夷征討に対して祈祷や教化を通じた協力をせず、南の越後に向かって宗勢を広げようとする徳一の政治姿勢に対する批判・皮肉であったとみている。

## その後
最澄は『法華秀句』を著した直後に没し、徳一もその後の動向は不詳なため、両者の論争が必ずしも明確な結論を得て終結した訳ではなかった。しかし、天台宗が円仁・円珍（814年 - 891年）らの後継者に恵まれ、密教化を経て真言宗とともに平安時代にその地位を高めていったのに対し、法相宗の側はこれといった後継者を得ず、次第に衰勢に傾いていく。
徳一と最澄の論争から150年を経た応和3年（963年）には、宮中清涼殿において法相宗の法蔵（賢首大師。905年 - 969年）と天台宗の良源（元三大師。912年 - 985年）との間で、再び三一権実を問う諍論が行われ（「応和宗論」）、天台宗の記録においては良源が法蔵を論破したとしている。良源の弟子である源信（恵心僧都。942年 - 1017年）は、天竺以来の三一論争をまとめ、一乗真実を説いた『一乗要決』を著して日本における三一権実諍論は終息した。